# تيرير روج
تيرير روج هي مدينة من مدن هايتي. يبلغ عدد سكانها 21,328 نسمة وذلك حسب إحصائيات سنة 2003. يبلغ ارتفاع المدينة عن سطح البحر قرابة 36 متر.